# 7978 Niknesterov
7978 Niknesterov este un asteroid din centura principală de asteroizi.

## Descriere
7978 Niknesterov este un asteroid din centura principală de asteroizi. A fost descoperit pe 27 septembrie 1978 la Observatorul astrofizic din Crimeea de Liudmila Cernîh. El prezintă o orbită caracterizată de o semiaxă mare de 2,15 ua, o excentricitate de 0,15 și o înclinație de 1,0° în raport cu ecliptica.